# Église de l'Hôpital Civil de Strasbourg
L'église de l'Hôpital Civil est une église catholique située dans l'enceinte de l'Hôpital civil de Strasbourg. Achevée en 1858, elle est reconstruite de 1881 à 1883 après avoir été incendiée durant le siège de Strasbourg.